# Biadoliny Szlacheckie
Biadoliny Szlacheckie (prononciation : [bjadɔˈlinɨ ʂlaˈxɛt͡skʲɛ]) est une localité polonaise de la gmina de Dębno, située dans le powiat de Brzesko en voïvodie de Petite-Pologne.